# أرض زراعية

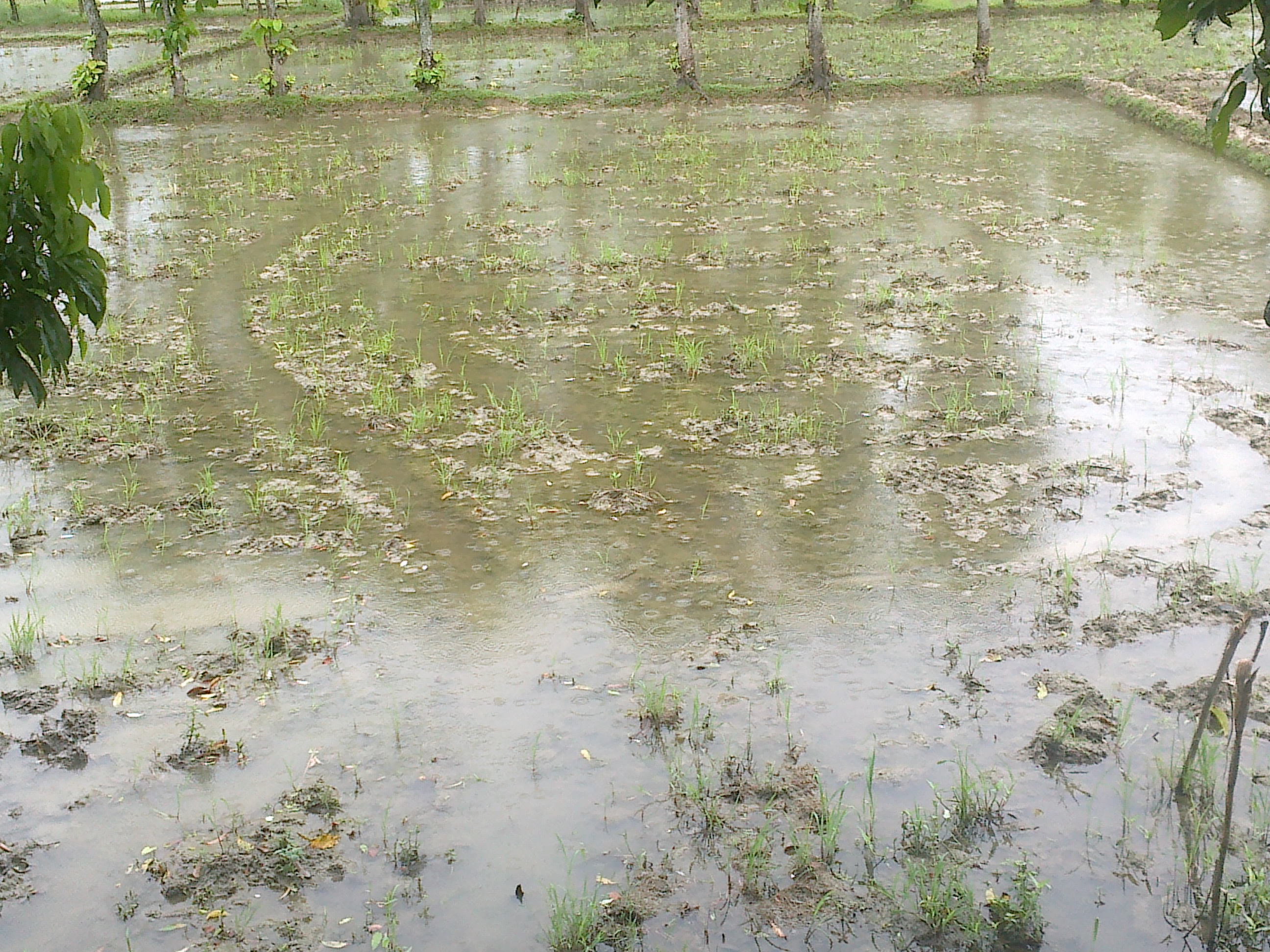
صورة تظهر قطعة من الأراضي الزراعية المروية والمحراث لزراعة الأرز.

الأراضي الزراعية أو المساحة الزراعية المستعملة هي عادة أرض مخصصة للزراعة، والاستخدام المنهجي والرقابة لأشكال الحياة الأخرى - وخاصة تربية الماشية وإنتاج المحاصيل - لإنتاج الغذاء للبشر. ومن ثم فهي تَرادَفَ عمومى لكل من المزارع أو المحصيل الزراعية ، وايضًا العشب أو المراعي. تتبع منظمة الأمم المتحدة للأغذية والزراعة وغيرها هذة التعريفات، ومع ذلك، استُخدِم مصطلح الأراضي الزراعية أو المنطقة الزراعية مصطلحًا فنيًا، حيث أنه يجمع:
- «الأرض المستزرعة» (المعروف باسم المحاصيل الزراعية): إعادة تعريف هنا للإشارة إلى المحاصيل المنتجة للأراضي التي تتطلب إعادة زراعة سنوية أو أرض خريفية أو المراعي المستخدمة لمثل هذه المحاصيل في خلال خمس سنوات.
- «الأراضي الزراعية الدائمة»: منتجات المحاصيل الزراعية التي لا تتطلب إعادة زراعة سنوية.
- «المراعي الدائمة»: الأراضي العشبية الطبيعية أو الاصطناعية والشجيرات القمئية التي يمكن استخدامها لرعي الماشية.

و بالتالى يشمل هذا الإحساس "بالأراضي الزراعية" مساحة كبيرة من الأراضى الغير مخصصة للاستخدام الزراعي. وبدلًا من ذلك، يقال إن الأرض التي تخضع فعليًا للمحاصيل المزروعة سنويًا في أي سنة محددة تشكل "أراضى مبذوة " أو "أراض محصودة". الأراضي الزراعية الدائمة" تشمل المزارع الحرجية المستخدمة لحصاد البن، والمطاط، أو الفاكهة ولكن ليس المزارع الشجرية أو الغابات المناسبة المستخدمة للحَطَبَ أو الخشب. الأرض التي يمكن استخدامها للزراعة تسمى "الأراضي الصالحة للزراعة"، في الحين تستخدم المَزارِعُ في مختلف الإشارة إلى جميع الأراضي الزراعية، لجميع الأراضي الصالحة للزراعة، أو حتى إلى الشعور المحدود حديثًا "بالأرض المستزرعة". واعتمادًا على استخدام الري الصناعي، فيمكن لمنظمة الأغذية والزراعة تقسيم "الأرض الزراعية" إلى أراضي مروية وغير مروية. في سياق التقسيم إلى مناطق، تشير الأراضي الزراعية أو الأراضي المحددة للزراعة إلى مقاطعات مؤهلة لاستخدامها في الأنشطة الزراعية، دون النظر إلى استخدامه الحالي أو حتى ملاءمته. في بعض المناطق، تتم حماية الأراضي الزراعية بحيث يمكن استزراعها دون أي تهديد بالتنمية. احتياطي الأراضي الزراعية في كولومبيا البريطانية في كندا، على سبيل المثال، يتطلب موافقة من لجنة الأراضي الزراعية قبل إزالة أراضيه أو تقسيمها.

## الموقع
بموجب تعريفات منظمة الأغذية والزراعة المذكورة أعلاه، تغطي الأراضي الزراعية 38.4٪ من مساحة الأراضي في العالم اعتبارًا من عام 2011. والمراعي الدائمة هي 68.4٪ من مجموع الأراضي الزراعية (26.3٪ من مساحة الأرض العالمية)، الأرض المستزرعة (المحاصيل الصفية) هي 28.4٪ من مجموع الأراضي الزراعية (10.9٪ من مساحة الأرض العالمية)، والمحاصيل الدائمة (مثل كروم العنب والبساتين). 3.1 ٪ (1.2 ٪ من مساحة الأرض العالمية).
- مجموع الأراضي المستخدمة لإنتاج الأغذية: 49,116,227 كيلومتر مربع أو 18,963,881 ميل مربع.
- الأراضي المستزرعة: 13,963,743 كيلومتر مربع أو 5,391,431 ميل مربع
- المحاصيل الدائمة: 1,537,338 كيلومتر مربع أو 593,570 ميل مربع
- المراعي الدائمة: 33585676 كيلومتر مربع أو 12,967,502 ميل مربع

على الصعيد العالمي، انخفض إجمالي المراعى الدائمة وفقا لمنظمة الأغذية والزراعة منذ عام 1998،، ويرجع ذلك جزئيًا إلى انخفاض إنتاج الصوف لصالح الألياف الصناعية (مثل البوليستر) والقطن.
ومع ذلك، فإن انخفاض المرعى الدائم لا يفسر التحويل الإجمالي (على سبيل المثال، الأراضي التي تم تطهيرها على نطاق واسع للزراعة في بعض المناطق، بينما تم تحويلها من الزراعة إلى استخدامات أخرى في أماكن أخرى) وقد أظهرت تحليلات أكثر تفصيلاً ذلك. على سبيل المثال، لارك وآخرون. وجد عام 2015 أن الأراضي الزراعية في الولايات المتحدة زادت بنسبة 2.98 مليون فدان من 2008-2012 (بما في ذلك 7.34 مليون فدان (29700 كيلومتر مربع) محولة إلى الزراعة، و 4.36 مليون فدان (17,600 كيلومتر مربع) محولة من الزراعة).
|                            | 2008  | 2009  | 2010  | 2011  |
| الولايات المتحدة الأمريكية | 4,044 | 4,035 | 4,109 | 4,113 |
| ألمانيا                    | 169   | 169   | 167   | 167   |

المصدر: مكتبة هلجي،  البنك الدولي، قاعدة البيانات الإحصائية في المنظمة.

## روسيا
تبلغ تكلفة المَزارِعُ الروسية أقل من 1500-2000 / هكتار (1,260-16080 هكتار). يمكن أن تكون المَزارِعُ متاحة في فرنسا مقابل 10000 يورو / هكتار تقريبًا، لكن هذه صفقة؛ بالنسبة للتربة الجيدة، تتراوح الأسعار الواقعية بين 50.000 إلى 100000 / هكتار. وقد شوهدت المَزارِعُ متاحة في السوق الإسبانية مقابل أقل من 10,000 يورو للهكتار، ولكن هذه اراضي زراعة جافة.
.
يبلغ متوسط المزارع الروسية 150 هكتار. المحاصيل الأكثر انتشارًا في روسيا هي القمح والشعير والذرة والأرز وبنجر السكر وفول الصويا وعباد الشمس والبطاطس والخضروات. منطقة كراسنودار في روسيا لديها 86000 هكتار من الأراضي المستزرعة. ويحصد المزارعون الروس ما يقرب من 85 إلى 90 مليون طن من القمح سنويًا في السنوات التي تلت عام 2010. صدّرت روسيا معظمها إلى مصر وتركيا وإيران في عام 2012 ؛ كانت الصين سوق كبير للتصدير ايضًا. كان متوسط العائد من منطقة كراسنودار يتراوح بين 4 و 5 طن لكل هكتار، في حين كان المتوسط الروسي 2 طن / هكتار فقط. إن مجموعة العناصر الأساسية، وهي تكتل تملكه أوليغ ديريباسكا، هي واحدة من المنتجين الزراعيين الرائدين في روسيا، وتمتلك أو تدير 109000 هكتار من المَزارِعُ الروسية، من أصل 90 مليون ريال و 115 مليون مجموع (0.12٪ فعليًا).

## أوكرانيا
في عام 2013، احتلت أوكرانيا المرتبة الثالثة في إنتاج الذرة والسادسة في إنتاج القمح. وكان المورد الرئيسي للذرة والقمح والسلجم إلى أوروبا. على الرغم من أنه من غير الواضح ما إذا كان التموين الداخلى من دول مثل فرنسا تم حسابه في هذا الحساب. . يحقق المزارعون الأوكرانيون 60٪ من الإنتاج لكل وحدة مساحة من منافسيهم في أمريكا الشمالية. تنتج شركة أوكر للمزارع بى ال سي 1.6 مليون فدان من بنجر السكر الشعير والذرة وزيت عباد الشمس. . حتى عام 2014 كان مرفأ التصدير الأوكراني الرئيسي ميناء سيباستوبول في شبه جزيرة القرم..

## الولايات المتحدة الأمريكية
تبلغ قيمة المزارع الرئيسية في ولاية إلينوي، اعتبارًا من أغسطس 2018، 26000 دولار للهكتار